# Nestor (musikgrupp)
Nestor är en svensk rockgrupp bildad 1989 i Falköping. Efter att ha haft inledande lokala framgångar upphörde bandets verksamhet under 1990-talets mitt. År 2021 återförenades gruppen och fick då sitt kommersiella genombrott.

## Historia

### Ursprung - Falköping
Nestor bildades i Falköping 1989 av sångaren Tobias Gustavsson och gitarristen Jonny Wemmenstedt. Kort därefter anslöt även keyboardisten Martin Frejinger, trummisen Mattias Carlsson och sist, efter flera byten, basisten Marcus Åblad.
Efter en debutspelning på Falköpings bibliotek började gruppen bygga upp en viss lokal popularitet och deltog år 1993 i musiktävlingen Musik Direkt, där de kom på första plats.

### Perioden i Göteborg och bandets upplösning
Efter att ha vunnit tävlingen åkte bandet på Sverigeturné och flyttade dessutom sin verksamhet till Göteborg, där arrangörerna av Musik Direkt kom att i praktiken verka som gruppens managers. Nestor bodde under denna period i en lägenhet vid Järntorget i Göteborg.
Efter att en av bandets managers hastigt avlidit och utgivningen av en färdiginspelad fullängdsplatta inte blivit av, skingrades bandmedlemmarna åt olika håll. De fortsatte dock genom alla år att hålla kontakt och träffades ofta till jul i Falköping.
Tobias Gustavsson fortsatte inom musikbranschen och ställde bl.a. upp i Melodifestivalen år 2004. Med tiden blev han en etablerad låtskrivare och samarbetspartner åt andra artister, däribland E.M.D., Bosson, Nelly Furtado, Kylie Minogue och Britney Spears.
Jonny Wemmenstedt fortsatte även han i viss utsträckning med musik, samtidigt som han också bl.a. drev en tatueringsstudio.
Martin Frejinger valde läraryrket och blev med tiden rektor på en gymnasieskola i Mölnlycke.
Mattias Carlsson kom att jobba som fotograf åt olika arbets- och uppdragsgivare, däribland TV4 och Sveriges Television.
Marcus Åblad blev så småningom polis och har på senare år tjänstgjort i Skövde, som gruppchef över ett spaningsteam inriktat mot grova brott.

### Återförening
I samband med coronapandemin 2020–2022 genomgick musik- och artistbranschen en svår period med en kraftigt nedåtgående efterfrågan. Tobias Gustavsson tog då kontakt med samtliga originalmedlemmar i Nestor och föreslog en storskalig återförening med albuminspelning, musikvideor och ett omfattande turnéprogram.

### Debutplattan ”Kids in a Ghost Town” och internationellt genombrott
Efter vissa inledande utmaningar med att bl.a. ordna med tjänstledighet för de originalmedlemmar som hade fasta anställningar, kunde Nestor påbörja arbetet med sitt första officiella fullängdsalbum "Kids in a Ghost Town" som släpptes hösten 2021 till överlag positiva recensioner och stort publikt genomslag. Bandet gjorde också flera uppmärksammade musikvideor till låtarna ”On the Run”, ”Tomorrow” (i samarbete med Samantha Fox), "1989" och ”Signed in Blood”.
Sedan följde ett framgångsrikt turnerande i såväl Sverige som utomlands, däribland i juni 2022 en spelning som förband till KISS på Tele2 Arena i Stockholm, och veckan innan med ett framträdande inför rekordpublik på Sweden Rock Festival.
I augusti 2022 framträdde Nestor för första gången på ”Nestorfest”, en av bandet nyuppsatt musikfestival i hemstaden Falköping.

### Andra plattan ”Teenage Rebel” och fortsatt turnerande
Nestor fortsatte under resten av 2022 och hela 2023 att turnera i såväl Sverige som utomlands och släppte i mars 2024 sitt andra fullängdsalbum, ”Teenage Rebel”. Kort därefter släpptes musikvideor till låtarna ”Caroline” och ”Victorious”. I den sistnämnda medverkade bl.a. skådespelaren Per Ragnar och ishockeytränaren Niklas Wikegård.

## Medlemmar
Tobias Gustavsson - Sång

Jonny Wemmenstedt - Gitarr, kör

Martin Frejinger - Keyboards

Mattias Carlsson - Trummor

Marcus Åblad - Bas, kör

## Diskografi

### Album
- Kids in a Ghost Town (2021)
- Teenage Rebel (2024)

### Singlar
- "On the Run" (2021)
- "1989" (2021)
- "Tomorrow" (med Samantha Fox) (2021)
- "Signed in Blood" (2022)
- "These Days" (2022)
- "Victorious" (2024)
- “Caroline” (2024)
- “Teenage Rebel” (2024)
- "In The Name Of Rock'n'Roll" (2025)